# Rejowinangun (Trenggalek)
Rejowinangun is een bestuurslaag in het regentschap Trenggalek van de provincie Oost-Java, Indonesië. Rejowinangun telt 2755 inwoners (volkstelling 2010).